# Columbarium (chi ốc biển)
Columbarium là một chi ốc biển trong họ Turbinellidae.

## Các loài
- Columbarium altocanalis (Dell, 1956)
- Columbarium aurora
- Columbarium bartletti
- Columbarium bullatum (Dall, 1927)
- Columbarium corollaceoum Zhang, 2003
- Columbarium formosissimum Tomlin, 1928
- Columbarium harrisae Harasewych, 1986
- Columbarium hedleyi Iredale, 1936
- Columbarium hystriculum Iredale, 1936
- Columbarium mariae (Powell, 1952)
- Columbarium natalense Tomlin, 1928
- Columbarium pagoda Lesson, 1831
- Columbarium pagodoides (Watson, 1882)
- Columbarium quadrativaricosum Harasewych, 2004
- Columbarium sinensis Zhang, 2003
- Columbarium spinicinctum von Martens, 1881
- Columbarium spiralis (A. Adams, 1856)
- Columbarium subcontractum Zhang, 2003
- Columbarium suzukii Habe & Kosuge, 1972
- Columbarium veridicum Dell, 1963
- Columbarium wormaldi Powell, 1971

Các loài đồng danh pháp
- Columbarium aapta Harasewych, 1986: syn. Coluzea aapta Harasewych, 1986
- Columbarium angulare Barnard, 1959: syn. Coluzea angularis (Barnard, 1959)
- Columbarium atlantis Clench & Aguayo, 1938: syn. Histricosceptrum atlantis (Clench & Aguayo, 1938)
- Columbarium aurora Bayer, 1971: syn. Peristarium aurora (Bayer, 1971)
- Columbarium bartletti Clench & Aguayo, 1940: syn. Histricosceptrum bartletti (Clench & Aguayo, 1940)
- Columbarium benthocallis Melvill & Standen, 1907: syn. Fulgurofusus benthocallis (Melvill & Standen, 1907)
- Columbarium bermudezi Clench & Aguayo, 1938: syn. Fulgurofusus bermudezi (Clench & Aguayo, 1938)
- Columbarium berthae Monsecour & Kreipl, 2003: syn. Coluzea berthae (Monsecour & Kreipl, 2003)
- Columbarium brayi Clench, 1959: syn. Fulgurofusus brayi (Clench, 1959)
- Columbarium canaliculatum Martens, 1901: syn. Coluzea canaliculatum (Martens, 1901)
- Columbarium congulatum Martens, 1901 : syn. Coluzea cingulata (Martens, 1901)
- Columbarium coronatum Penna-Neme & Leme, 1978 : syn. Coronium coronatum (Penna-Neme & Leme, 1978)
- Columbarium distephanotis Melvill, 1891 : syn. Coluzea distephanotis (Melvill, 1891)
- Columbarium eastwoodae Kilburn, 1971 : syn. Coluzea eastwoodae (Kilburn, 1971)
- Columbarium electra Bayer, 1971: syn. Peristarium electra (Bayer, 1971)
- Columbarium juliae: syn.Coluzea juliae Harasewych, 1989
- Columbarium merope Bayer, 1971 : syn. Peristarium merope (Bayer, 1971)
- Columbarium radiale: syn.Coluzea radialis (Watson, 1882)
- Columbarium rotundum Barnard, 1959 : syn. Coluzea rotunda (Barnard, 1959)
- Columbarium suteri E.A. Smith, 1915 : syn. Coluzea spiralis (A. Adams, 1856)
- Columbarium trabeatum Iredale, 1936: syn.  Columbarium hedleyi Iredale, 1936